# Francesca Bortolozzi
Francesca Bortolozzi (* 4. Mai 1968 in Padua) ist eine ehemalige italienische Florett-Fechterin. Sie nahm drei Mal an Olympischen Spielen teil und konnte dabei zwei Gold- und eine Silbermedaille gewinnen. Sie startete für den Verein Gruppo Sportivo Mestre.

## Karriere
Francesca Bortolozzi gewann bei den Fechtjuniorenweltmeisterschaften 1987 die Goldmedaille im Florett-Einzel. 1988 nahm sie an den Olympischen Sommerspielen in Seoul teil. Dort wurde sie im Florett-Mannschaftswettbewerb eingesetzt und gewann mit dem Team Silber. Vier Jahre später, bei den Olympischen Sommerspielen 1992 in Barcelona, startete Bortolozzi im Florett-Einzel und -Mannschaftswettbewerb. Im Einzel erreichte sie nur Platz 19. In der Mannschaft ersetzte sie die verletzte Giovanna Trillini im Finale gegen Deutschland, verlor jedoch ihre Einsätze. Aufgrund der guten Leistungen ihrer Teamkameradinnen konnte sie dennoch mit der Mannschaft die Goldmedaille gewinnen. Bei den Fechtweltmeisterschaften 1993 in Essen gewann Francesca Bortolozzi den Titel. Sie heiratete den italienischen Fechter Andrea Borella und startete unter dem Doppelnamen Bortolozzi-Borella bei den Olympischen Sommerspielen 1996 in Atlanta. Sie ersetzte mit Diana Bianchedi abermals eine verletzte Mannschaftskollegin, war diesmal jedoch erfolgreicher. Im Halbfinale focht sie gut gegen die Ungarinnen und auch im Finale gegen Rumänien kämpfte sie gut. Am Ende stand ihre zweite olympische Goldmedaille.
Neben dem WM-Einzeltitel in Essen konnte sie mit der Mannschaft bei Weltmeisterschaften zwei Gold-, eine Silber- und drei Bronzemedaillen mit der Mannschaft gewinnen.